# Кровь невинных
«Кровь невинных» (англ. Innocent Blood) — американский кинофильм ужасов. Также известен как «Невинная кровь» Мировая премьера — 25 сентября 1992 года. Сборы в США — $4 943 279.
Слоган — англ. «Horror meets humor, humor meets dead-on special effects, and boy meets ghoul in Innocent Blood.»

## Сюжет
Мари — вампирша, живущая в Питтсбурге. У неё есть принцип — охотиться только на преступников. Однажды она нападает на Сальваторе Марчелли, преступного лидера. Однако ей не удаётся завершить процесс, и Марчелли не умирает, а становится вампиром. Пользуясь новыми возможностями, он начинает создавать криминальный клан вампиров. 
Мари понимает, что должна это остановить. На помощь ей приходит полицейский под прикрытием Джозеф Геннаро.

## Актёры
- Анн Парийо — Мари
- Энтони Лапалья — Джо Геннаро
- Роберт Лоджа — Сальваторе Марчелли
- Дэвид Провэл — Ленни
- Рокко Систо — Джилли
- Чазз Пальминтери — Тони
- Тони Сирико — Джек
- Тони Лип — Фрэнк
- Ким Коутс — Рей
- Маршалл Белл — Марш
- Лео Бёрместер — Дейв Флинтон
- Анджела Бассетт — прокурор Синклер
- Луис Гусман — Моралес
- Том Савини — газетный фотограф
- Фрэнк Оз — патологоанатом
- Майкл Ритчи — ночной сторож
- Сэм Рэйми — Roma Meats Man
- Дарио Ардженто — парамедик

## Съёмочная группа
- Режиссёр — Джон Лэндис
- Продюсеры — Лесли Бельцберг, Ли Рич, Джонатан Шейнберг и Майкл Волк
- Сценарист — Майкл Волк
- Оператор — Мак Альберг
- Композитор — Айра Ньюборн
- Художники — Ричард Том Сойер (постановщик), Мартин Чарльз, Дебора Нэдулмэн (по костюмам) и Пег Каммингс (по декорациям)
- Монтажёр — Дэйл Белдин

## Критика
Оценки кино-критиков и кинозрителей разделились. Александр Федоров от Кино-Театр.Ру с разочарованием делится своим мнением о фильме:
...Сделав ставку на звезду «Никиты» — француженку Анн Парийо, Лэндис, наверное, рассчитывал поставить полупародию-полустилизацию на традиционные темы фильмов ужасов с парижским «прононсом». Но, увы, на мой взгляд, история о вампирше получилась скучноватой и почти не страшной...
Популярный видео-блоггер НУАР-NOIR с ним не согласен:
...Фильм получился в высшей мере забавным...